# Panzerzug Bolesław Chrobry
Der Panzerzug Bolesław Chrobry war ein improvisierter polnischer Panzerzug aus der Zeit des Polnisch-Sowjetischen Krieges von 1919.

## Geschichte
Am 8. Juli 1920 wurde in Warschau ein neuer Panzerzug gebaut. Benannt wurde der Panzerzug nach Bolesław I., welcher 1025 der erste König von Polen war. Zusätzlich erhielt er die Nummer 7 wurde als Pociąg Pancerny 7 (kurz: P.P. 7, deutsch: Panzerzug 7) gelistet.

## Technische Daten

### Lokomotive

Ungepanzerte Dampflokomotive vom Typ kkStB 229

Die Dampflokomotive des Panzerzug Bolesław Chrobry war eine Personenzug-Tenderlokomotivreihe der k.k. österreichischen Staatsbahnen vom Typ kkStB 229. Sie wurde 1917 in der Lokomotivfabrik Krauss & Comp. Linz mit der Seriennummer KrLi 7211/1917 hergestellt. Zwischen 1917 und 1918 wurde die Lokomotive bei den k.k. österreichischen Staatsbahnen mit der Betriebsnummer 229.235 eingesetzt und erhielt nach dem Ersten Weltkrieg und der Übergabe an Polen die Bezeichnung OKl12-22. Die Dampflokomotive wurde später beim Panzerzug Odsiecz II und beim Panzerzug Zawisza Czarny eingesetzt.

### Artilleriewagen

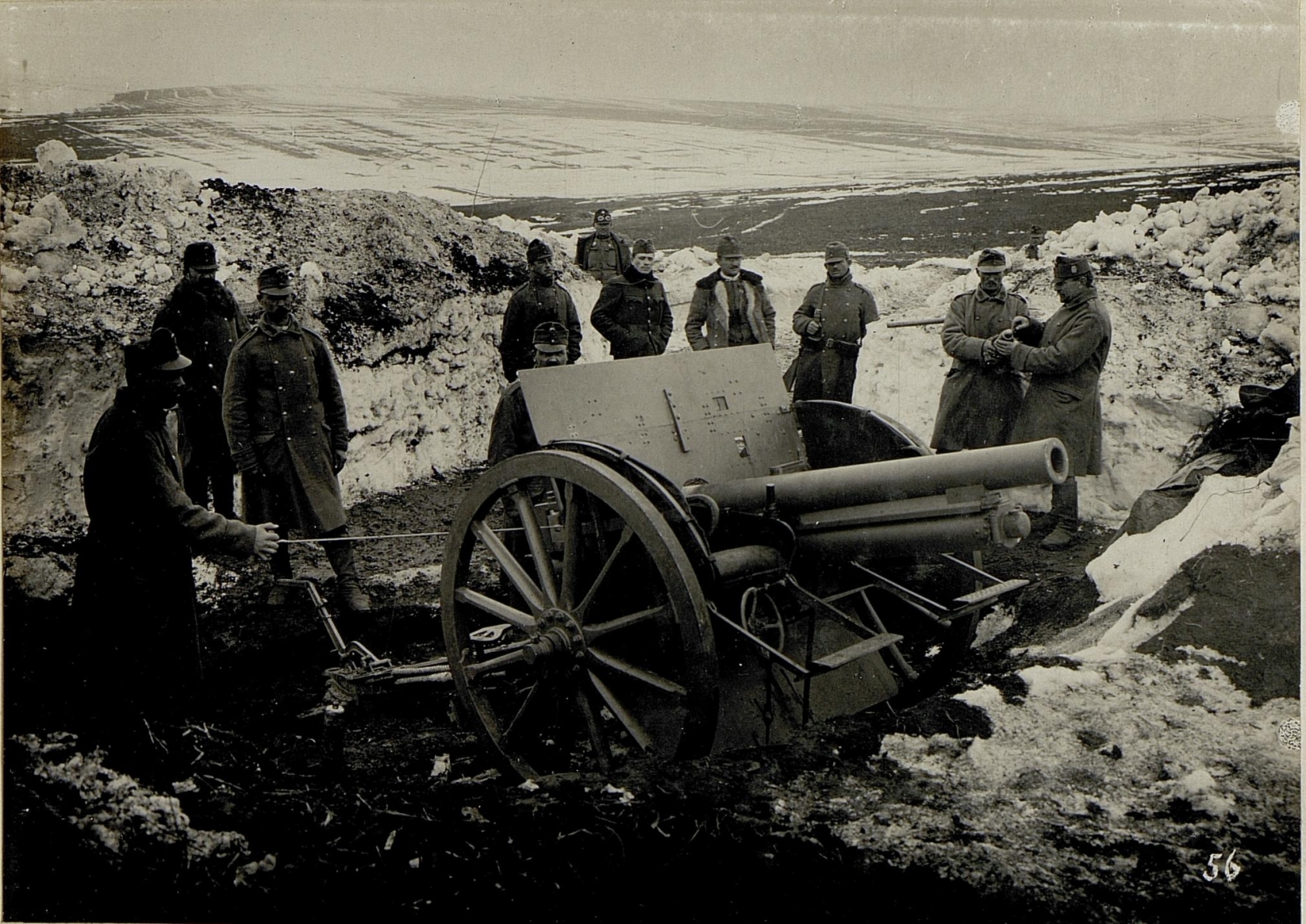
8-cm-Feldkanone M. 05

Der Panzerzug Bolesław Chrobry verfügte über zwei Artilleriewagen. Jeder dieser Wagen verfügte über eine österreichische 8-cm-Feldkanone M. 05 in einem drehbaren Geschützturm, welcher auf der Stirnseite des Wagens montiert war. Dahinter befand sich ein gepanzerter Aufbau mit einem Kommando- und Beobachtungsturm. Dieser konnte nach vorne, über den Geschützturm hinweg, und zu beiden Seiten mit Maschinengewehren wirken.

## Einsatz
Über Einsätze des Panzerzuges wurden keine Informationen gefunden.

## Zugpersonal
- Zugkommandant Hauptmann Olgierd Niebieszczański[3]
- 1. Artilleriekommandeur Oberleutnant Józef Dobrzański[3]
- 2. Artilleriekommandeur Oberleutnant Paul Flecker[3]
- Sturmzugkommandeur Oberleutnant Jan Olszar[3]
- stellvertretender Sturmzugkommandeur Oberleutnant Szczęsny Bieganowicz[3]
- Sanitäts-Offizieranwärter Kadett Julian Sieradzki[3]
- Leutnant Antoni Filipek[3]
- Leutnant Roman Różycki[3]